# صفاء السبع
صفاء السبع (24 أكتوبر 1957 -)، ممثلة مصرية.

## عن حياتها
هي ابنة الممثل محمد السبع حازت على درجة البكالوريوس في الفنون المسرحية، وعملت لسنوات بين السينما والتليفزيون،

## من أفلامها
(نص أرنب، سيداتي آنساتي، ملابس الحداد الحمراء، لعبة الأشرار، بوابة ابليس، وزير في الجبس)

## من مسلسلاتها
(قبل الضياع، ثلاثة في قطار, آسف لا يوجد حل، رأفت الهجان، البراري والحامول، الحفار ، جريمه على الشاطئ الهادي).

## الإعتزال
اعتزلت الفن في سن مبكرة بعد أعمال فنية متعددة بلغت حوالي 42 عملًا فنيًا. تزوجت من ضابط وأنجبت له عبير.

## روابط خارجية
- صفاء السبع على موقع الدهليز
- صفاء السبع على موقع قاعدة بيانات الأفلام العربية